# 凱夫灣 (赫德島和麥克唐納群島)
凱夫灣（英語：Cave Bay），是南極洲的海灣，它位於赫德島和麥克唐納群島的赫德島，寬0.6公里，因死火山侵蝕而形成，由美國捕海豹者繪入地圖，其後由澳大利亞地質學家率領的探險隊命名。